# جائزة إيكو
جائزة الإيكو هي جائزة موسيقى ألمانية مُنحت كل سنة من قِبل فون أكاديمي (Phono Akademie) الألمانية التي هي (جمعية لتسجيل الشركات). كل فائز للسنة يحدد بمبيعات السَنَة السابقة. إن جائزة الإيكو هي الوريثة لجائزة (Schallplattenpreis)الألمانية (جائزة قياسية ألمانية).
الفائزين بتصنيف البوب تعلن أسماؤهم في شهر مارس، أما الفائزين في تصنيف الموسيقى الكلاسيكية فتعلن أسماؤهم في شهر أكتوبر.

## جوائز الإيكو (تصنيفات البوب المختارة)
أفضل فنان رجل محلي
- 2008 هربرت جرونميار
- 2007 روجر سيسيرو
- 2006 خافيير نيادو
- 2005 جينتلمان
- 2004 ديك برايف
- 2003 هربرت جرونميار
- 2002 بيتير مافاي
- 2001 أيمان
- 2000 خافيير نيادو
- 1999 مارياس مولير ويستيرنهاجن
- 1998 نانا
- 1997 بيتير مافاي
- 1996 ماركو
- 1995 مارياس مولير ويستيرنهاجن
- 1994 هربرت جرونميار
- 1993 مارياس مولير ويستيرنهاجن
- 1992 هربرت جرونميار